# Луций Порций Лицин (консул)
Лу́ций По́рций Лици́н (лат. Lucius Porcius Licinus; III—II века до н. э.) — римский военачальник и политический деятель из плебейского рода Порциев, консул 184 года до н. э.

## Биография
Луций Порций принадлежал к незнатному плебейскому роду, происходившему из Тускулума, что в Лации. Номен Porcius античные авторы связывают с латинским словом porcus — «свинья». Предполагается, что первые представители этого рода занимались свиноводством. Во второй половине III века до н. э. Порции начали занимать курульные магистратуры в Риме. Согласно Капитолийским фастам, у отца и деда Луция Порция были преномены Луций и Марк соответственно. О Марке ничего не известно, а Луций-старший был претором в 207 году до н. э., во время Второй Пунической войны.
Луций Порций впервые упоминается в источниках в связи с событиями 193 года до н. э., когда он получил претуру. Его провинцией стала Сардиния.
В 186 году до н. э. Луций Порций выдвинул свою кандидатуру в консулы, но проиграл выборы. В следующем году он повторил свою попытку. Его конкурентами были ещё двое плебеев (те же, что и год назад, — Квинт Теренций Куллеон и Гней Бебий Тамфил), а от патрициата на консульство претендовали четверо, так что развернулась серьёзная борьба. Впрочем, кандидатура Лицина, по словам Тита Ливия, «прошла без особых осложнений, так как соискатели-плебеи вели борьбу более умеренными средствами». Среди патрициев фаворитом сначала был Квинт Фабий Лабеон, но действующий консул Аппий Клавдий Пульхр обеспечил победу своему брату Публию. Таким образом, Лицин стал вторым консулом из своего рода после Марка Порция Катона.
Военные действия к началу 184 года до н. э. велись только в Лигурии, поэтому она и стала провинцией для обоих консулов. Взяв по два легиона, они отправились на театр военных действий, но, по словам Ливия, «не совершили ничего, достойного упоминания». В результате войну пришлось продолжать консулам следующего года. Известно только, что во время этой кампании Луций Порций дал обет построить храм Венеры Эрицинской. Этот храм был освящён в 181 году до н. э.
Известно, что во время своего консулата Луций Порций помешал Квинту Фульвию Флакку, занимавшему должность курульного эдила, выставить свою кандидатуру в преторы. В том же году развернулась ожесточённая борьба за должность цензора; именно поддержка Лицина могла обеспечить победу его сородичу, Марку Порцию Катону, и союзнику последнего Луцию Валерию Флакку.

## Потомки
У Луция Порция был сын того же имени, упоминающийся в источниках как дуумвир в 181 году до н. э. и префект флота в 172 году до н. э.